# Hans-Günter Schodruch
Hans-Günter Schodruch (ur. 30 września 1926 w Ragnecie, zm. 18 sierpnia 1999 na wyspie Rømø w Danii) – niemiecki polityk i prawnik, poseł do Parlamentu Europejskiego III kadencji.

## Życiorys
Z wykształcenia prawnik, absolwent Uniwersytetu w Kolonii. Uzyskał doktorat z zakresu prawa. Praktykował w zawodzie adwokata. W latach 80. dołączył do nowo powstałej narodowo-konserwatywnej partii Republikanie. Był przewodniczącym jej struktur w Nadrenii Północnej-Westfalii. W 1989 uzyskał mandat eurodeputowanego III kadencji, który wykonywał do 1994. Był m.in. wiceprzewodniczącym Grupy Technicznej Prawicy Europejskiej. W trakcie kadencji w 1991 opuścił Republikanów.